# Балошань
Балошань, Балошані (рум. Baloșani) — село у повіті Горж в Румунії. Входить до складу комуни Стежарі.
Село розташоване на відстані 195 км на захід від Бухареста, 45 км на південний схід від Тиргу-Жіу, 46 км на північ від Крайови.

## Населення
За даними перепису населення 2002 року у селі проживали 632 особи, усі — румуни. Усі жителі села рідною мовою назвали румунську.